# Janské Údolí
Janské Údolí, dříve také Janské Oudolí, německy Johannesthal, je malá vesnice, část obce Brloh v okrese Český Krumlov. Nachází se asi 2,5 km na jih od Brlohu. Je zde evidováno 50 adres.
Janské Údolí je také název katastrálního území o rozloze 13,76 km². V katastrálním území Janské Údolí leží i Rychtářov a Rohy.

## Historie
První písemná zmínka o vesnici pochází z roku 1748. V roce 1930 žilo v tehdejší obci Janské Údolí 519 obyvatel. V letech 1938 až 1945 bylo Janské Údolí v důsledku uzavření Mnichovské dohody přičleněno k nacistickému Německu.
Janské Údolí bývalo samostatná obec. V letech 1961 až 1975 bylo částí obce Rojšín. Od 1. ledna 1976 je částí obce Brloh.

## Pamětihodnosti
- Usedlost čp. 11
- Výklenková kaplička Panny Marie Kájovské
- Přírodní rezervace Malá skála
- Přírodní rezervace Ptačí stěna